# 오아시스 (밴드)
오아시스(영어: Oasis)는 1991년 잉글랜드 맨체스터에서 결성된 록 밴드이다. 초창기 멤버는 리암 갤러거(리드 보컬), 폴 맥기건(베이스), 폴 아서스(기타) 그리고 토니 맥캐롤(드럼)이었고 그 후 리암 갤러거의 형인 노엘 갤러거(기타, 보컬)가 곧 가입했다. 이들은 6700만 장이 넘는 앨범과 8개의 영국 차트 1위 싱글을 배출하며 1990년대 가장 성공적인 영국의 음악가로 부상했다. 갤러거 형제는 1991년 밴드의 결성 이래로 해체할 당시까지 남아 있던 유일한 멤버이다. 해체 당시의 구성원은 갤러거 형제에 겜 아처(Gem Archer, 1966-, 리듬/리드 기타), 앤디 벨(Andy Bell, 1970-, 베이스 기타), 크리스 샤록(Chris Sharrock, 1964-, 드럼 - 비공식 멤버)이 더해진 형태다. 곡과 가사적인 측면에서, 오아시스는 비틀즈, 더 후, 롤링 스톤스, 킹크스 등 브리티시 인베이전 밴드들의 영향을 가장 많이 받았다고 한다. 또한 스톤 로지스, 레드 제플린, 섹스 피스톨즈, 더 잼, 티렉스로부터도 영향을 받았다고 전해진다.
비평가들로부터 찬사를 받은 데뷔 앨범 《Definitely Maybe》(1994)와 2,000만장을 판매하며 더 큰 성공을 거둔 2집 《(What's the Story) Morning Glory?》(1995)를 통해 90년대 중반 당시 라이벌이었던 블러와 함께 큰 인기를 끌었고, 브릿팝 운동의 선두에 서게 되었다. 또한 갤러거 형제는 타블로이드 신문을 연일 장식하며 악동으로서, 국민밴드로서 명성을 동시에 얻게 되었다. 인기가 절정에 이를 때 내놓은 오아시스의 3집 《Be Here Now》(1997)는 영국 차트 1위, 미국 차트 2위에 올랐으며 발매 첫날에만 거의 50만장의 판매고를 기록하며 영국 역사상 가장 빨리 팔린 앨범이 되었다. 그러나 시간이 지남에 따라 《Be Here Now》에 대한 평가는 냉혹해졌고, 인기도 함께 떨어졌다. 2005년 발매된 6집 《Don't Believe the Truth》는 발매 첫 주 미국에서만 65,000장의 판매고를 올리며 90년대 중반 이후 상업적으로나 비평적으로 가장 성공을 거둔 앨범으로 평가받고 있다. 6집 《Don't Believe the Truth》의 성공을 통하여 부활의 조짐을 보인 오아시스는 약 3년여 간의 공백을 깨고 2008년 10월 7집 《Dig Out Your Soul》을 통해서 다시금 세상에 나온다. 6집이 부활의 전주곡이었다면 7집 《Dig Out Your Soul》은 비틀즈의 행보를 답습이라도 하는 듯 그루브하고 사이키델릭한 모습으로 찬사를 받는다. 《Dig Out Your Soul》은 발매와 동시에 영국 음반 차트 1위를 차지했다. 또한 대중적으로나 비평적으로 90년대 영광의 《Definitely Maybe》, 《(What's the Story) Morning Glory?》를 잇는 앨범으로 평가받고 브릿팝 황제의 귀환과 부활 그리고 제2의 전성기를 맞게 된다.
2009년 8월 29일 노엘 갤러거는 오아시스 탈퇴를 선언하였다. 리암은 노엘 탈퇴 후 오아시스를 계속 이어갈 생각이 없다고 밝혔고, 남은 멤버들과 함께 비디 아이라는 밴드로 새롭게 활동하였으나 2014년 해체하였다. 하지만 리암은 2017년 다시 음악계로 복귀하겠다는 의사를 밝혔고 솔로 데뷔 앨범 발매를 위해 워너 뮤직과 계약을 체결하여 활동을 지속하고 있다. 노엘은 노엘 갤러거스 하이 플라잉 버즈(Noel Gallagher's High Flying Birds)라는 밴드로 활동하다가 2024년 8월 27일 다시 복귀했다.

## 역사

### 1991–1992: 결성과 초기 활동
오아시스는 1966년 비틀즈의 B 사이드 수록곡 〈Rain〉으로부터 이름을 따온 레인(The Rain)이라는 밴드에서 출발했다. 레인은 폴 "귁시" 맥기건(Paul "Guigsy" McGuigan, 1971-, 베이스 기타), 폴 "본헤드" 아더스(Paul "Bonehead" Arthurs, 1965-, 기타), 토니 맥캐롤(Tony McCarroll, 1972-, 드럼), 크리스 후튼(Chris Hutton, 보컬)으로 구성되어 있었다. 맥기건이 학교 친구였던 리암 갤러거를 밴드에 끌어들였고 리암은 합류 즉시 밴드 이름을 오아시스로 바꾸었다. 왜 리암이 오아시스라는 이름을 짓게 되었는지는 설이 분분하나, 그와 노엘의 방에 붙어있던 인스파이럴 카펫츠(Inspiral Carpets)의 투어 포스터로부터 따왔다는 설이 가장 유력하다. 또한 비틀즈가 연주한 적이 있는 오아시스라는 클럽의 이름에서 따왔다는 주장도 있다.
오아시스는 1991년 8월 맨체스터의 보드워크라는 클럽에서 첫 공연을 가졌다. 당시 인스파이럴 카펫츠의 로드 매니저로 독일 투어 중이었던 노엘 갤러거는 어머니와 전화통화 중 리엄이 밴드에서 공연을 한다는 이야기를 듣고 동생의 공연을 보러 왔고, 말썽쟁이 동생이 사고치는 것 이외에 다른 재능이 있다는 사실을 발견하고 깜짝 놀랐다. 몇 달 뒤 그는 밴드에 들어오라는 권유를 받았다. 비록 그들의 음악이 형편없다고 생각했지만, 노엘은 자신이 리더로서 모든 곡을 쓸 것이며, 밴드는 상업적 성공을 위해 진지하게 노력한다는 조건으로 이를 수락했다. 노엘 갤러거가 이끄는 오아시스는 단순함을 그들의 음악적 방향성으로 잡았다. 본헤드는 바레코드만을, 귁시는 베이스의 루트음만을, 맥캐롤은 기본리듬만을 연주하도록 했고, 앰프는 사운드가 찌그러질 때까지 켜두었다. 이로써 오아시스는 "기교와 복잡함을 배제한 거침없는 사운드"를 만들어냈던 것이다.
1년 이상 라이브 공연과 연습을 하고 괜찮은 데모 테이프(《Live Demonstration》)를 만들기 위해 노력하던 중, 1993년 5월 31일 크리에이션 레코드의 사장 앨런 맥기(Alan McGee)를 만나게 되면서 밴드는 큰 기회를 잡게 되었다. 오아시스는 연습실을 같이 쓰던 시스터 러버스(Sister Lovers)라는 밴드의 초대로 스코틀랜드 글래스고에 있는 King Tut's Wah Wah Hut이라는 클럽에서 공연을 하게 되었다. 오아시스는 친구들 주머니까지 털어 승합차 한 대를 빌렸고 6시간이나 걸려 글래스고에 도착했다. 그들은 그날밤 공연 리스트에 올라있지 않았기 때문에 클럽 입장을 거부당했지만 막무가내로 쳐들어갔다. (클럽을 난장판으로 만들어버리겠다고 협박했다는 후문이 있음) 오아시스는 가까스로 오프닝 공연을 배정받을 수 있었고, 그날 밤 자기 회사 소속밴드인 18 휠러(18 Wheeler)의 공연을 보러온 맥기의 눈에 띄게 되었다. 맥기는 그 자리에서 너무나 깊은 인상을 받았고, 4일 후 오아시스는 크리에이션 레코드와 전격적으로 계약을 체결했다.

### 1993–1994: 《Definitely Maybe》
〈Columbia〉가 담긴 홍보용 데모 앨범에 이은 그들의 첫 싱글 〈Supersonic〉은 1994년 4월에 발매되어 차트 31위까지 올랐다. 또한 세 번째 싱글 〈Live Forever〉가 처음으로 영국 차트 10위권에 진입하게 됐다. 녹음과 믹싱 과정에서 난항을 겪은 후 마침내 완성된 그들의 데뷔 앨범 《Definitely Maybe》는 1994년 9월에 발매되어 앨범 차트 1위를 차지함과 동시에 영국 역사상 단기간에 가장 빨리 팔린 데뷔 앨범이라는 기록을 세웠다.
또한 기존 음악에서 특이한 기타 리프나 가사를 차용하는 노엘 갤러거의 작곡 성향이 주목을 끌기도 했다. 〈Cigarettes & Alcohol〉의 메인 리프를 티렉스의 1972년작 〈Get It On〉에서 따왔다는 사실은 노엘 갤러거도 인정한 바 있다. 조지 해리슨의 〈My Sweet Lord〉를 연상시키는 〈Supersonic〉의 기타 솔로뿐만 아니라, 〈Shakermaker〉도 뉴 씨커즈(New Seekers)의 〈I'd Like to Teach the World to Sing〉과 유사하다는 이유로 법적 분쟁에 휘말리기도 했다.
최고의 한 해였지만 쉴틈없는 라이브 공연/녹음 스케줄과 방탕한 생활ㅡ젊은 록 밴드들에게 흔한ㅡ은 밴드를 점점 지치게 만들었고, 결국 1994년 9월 로스앤젤레스 공연에서 필로폰에 취한 리암이 미국 관중들에게 무례한 발언을 하고 탬버린으로 노엘을 때리는 등 공연이 난장판으로 바뀌는 사태가 벌어지게 됐다. 이 사건으로 화가 머리 끝까지 치민 노엘은 잠시 밴드를 그만두고 샌프란시스코로 떠나버렸다. 노엘은 그 해 10월, 마음을 추스리고 텍사스의 녹음실로 복귀한 후 〈Talk Tonight〉을 녹음했는데, 이 노래는 밴드를 떠나있는 동안 그가 겪은 일을 바탕으로 만든 곡이었다. 오아시스의 크리스마스 싱글로 커트되어 영국 차트 3위까지 오른 〈Whatever〉와 〈Talk Tonight〉은 보다 부드러운 사운드를 들려준 다음 앨범의 변화를 예고해주고 있었다.

### 1995: 《(What's the Story) Morning Glory?》
1995년 4월, 오아시스는 2집의 첫 번째 싱글 〈Some Might Say〉로 데뷔 이후 첫 싱글 차트 정상을 맛봤다. 동시에 드러머 토니 맥캐롤이 탈퇴하고, 스타클럽(Starclub)이라는 밴드 멤버였고 퍼커셔니스트 스티브 화이트(Steve White)의 동생인 런던 출신 앨런 화이트(Alan White, 1972-)를 폴 웰러의 추천으로 영입했다. 앨런 화이트는 《탑 오브 더 팝스》에 출연하여 〈Some Might Say〉를 함께 연주하며 데뷔 무대를 가졌다.
이 시기에 영국 언론은 같은 브릿팝 밴드였던 블러와 오아시스의 라이벌 관계에 대해 집중보도했다. 노엘 갤러거는 이에 발맞추어 《옵저버(The Observer)》와의 인터뷰에서 블러의 데이먼 알반과 알렉스 제임스가 "에이즈에 걸려 죽어버렸으면 좋겠다"고 발언하여 물의를 빚었다. 그는 이후 《멜로디 메이커(Melody Maker)》에 공식 서한을 보내 이 발언에 대해 사과했다.(데이먼 알반과 알렉스 제임스에 대한 사과가 아닌 에이즈 환자에 대해 사과한 것임.)
1995년 8월 14일, 블러와 오아시스는 같은 날 새 싱글을 발표하며 그 주 음악 뉴스를 떠들썩하게 한 "브릿팝 전쟁(The Battle of Britpop)"을 촉발시켰다. 결과는 한 주 동안 〈Roll with It〉으로 216,000장을 판 오아시스에 비해 〈Country House〉로 274,000장을 판 블러의 승이었다. 오아시스의 매니지먼트사는 이에 대해 몇 가지 이유를 들었는데, 1.99 파운드인 〈Country House〉가 3.99파운드인 〈Roll with It〉에 비해 가격이 훨씬 저렴했고, 〈Country House〉는 B-Side가 두 가지 버전으로 발매되어 열성팬들이 두 장씩 샀기 때문이라는 이유였다. 크리에이션 레코드는 〈Roll with It〉 케이스의 바코드에 문제가 있어 모든 판매량이 집계되지 않았다는 주장을 하기도 했다.
오아시스는 그해 5월 몬마우스 근처의 록필드 스튜디오에서 2집 앨범을 위한 곡들을 녹음하기 시작했다. 소프트해진 사운드에 대한 엇갈린 평에도 불구하고, 그들의 첫 교체멤버와 함께 작업한 오아시스의 2집 《(What's the Story) Morning Glory?》는 영국 역사상 세 번째로 많이 팔린 앨범으로 기록되며 엄청난 성공을 거두었다. 또한 이 앨범은 전 세계적으로 1,900만장 이상의 판매고를 올렸고, 수록곡인 〈Wonderwall〉과 〈Don't Look Back in Anger〉는 각각 싱글 차트 2위와 1위를 기록했다. 앨범의 첫곡인 〈Hello〉는 따라부르기 쉬운 곡조로 인해 오아시스의 라이브 공연 단골 메뉴이기도 했다. 또한 비평가들의 폭넓은 찬사를 얻으며 미국 차트 20위까지 오른 히트곡 〈Champagne Supernova〉ㅡ폴 웰러가 기타와 백보컬을 담당한ㅡ도 수록되어 있다. 이 곡은 영국에서 싱글발매되지 않았음에도 불구하고 엄청난 방송횟수를 자랑하며 밴드의 가장 인기있는 곡 중 하나가 되었다.
1995년 9월 베이시스트 폴 맥기건이 신경쇠약을 이유로 잠시 밴드를 떠났다. 스콧 맥로드(Scott McLeod)가 그를 대신해 몇몇 투어와 〈Wonderwall〉 뮤직비디오에 참여했으나 그 역시 미국 투어 중 돌연 떠나버렸다. 맥로드는 나중에 노엘 갤러거에게 연락하여 자신이 잘못된 결정을 내렸던 것 같다고 전했다. 이에 대해 갤러거는 "내 생각에도 그렇다. 실업수당이나 잘 챙겨라"며 퉁명스럽게 대답했다고 한다. 이후 그들은 맥기건을 돌아오도록 설득하여 투어를 무사히 마칠 수 있었다.

### 1996–1998: 《Be Here Now》
1996년 2월, 오아시스는 비틀즈와 더 잼에 이어 영국의 음악 프로그램 《Top of the Pops》에서 하루에 두 곡(〈Don't Look Back in Anger〉와 슬레이드(Slade)의 〈Cum on Feel the Noize〉)을 연주한 세 번째 밴드가 되었다. 또한 4월 27, 28일에는 맨체스터의 메인로드 축구장에서 자신들의 첫 번째 대규모 야외 콘서트를 가졌으며, 둘째 날 공연의 하이라이트는 그 해 말 《...There and Then》이라는 이름의 비디오로 출시되었다. 그들의 경력이 절정에 달했을 때, 오아시스는 1996년 8월 10, 11일 넵워스에서 연속콘서트를 열었다. 두 공연의 티켓은 불과 몇 분만에 매진됐는데, 350만 명 이상의 응모자 중 당첨된 25만 명의 관중이 참가했으며, 이는 당시 영국 야외 공연 관중 신기록이었다.
다음 달 그룹에게 시련이 닥쳤다. 8월 23일 오아시스는 로열 페스티벌 홀(Royal Festival Hall)에서 유명한 MTV Unplugged 공연을 하게 되었는데, 리암이 목상태가 좋지 않다며 공연을 거부한 것이다. 그는 공연장 2층에서 맥주를 마시고 담배를 피우며 공연을 지켜봤고, 노엘이 노래를 부르는 중 야유를 보냈다고 한다. 그룹은 다음 달 미국 공연을 위해 떠났는데 불과 며칠 후 노엘이 혼자 귀국해버렸고 나머지 밴드들도 따라 귀국하게 됐다. 이 사건은 언론의 집중포화를 맞았고 그들은 오아시스가 해체하지 않는다는 성명을 즉시 발표하여 팬들을 안심시켜야 했다. 1996년 브릿 어워드(BRIT Awards)에서의 성공은 리암이 시상자로 나온 인엑세스(INXS)의 마이클 허친스(Michael Hutchence)로부터 상을 받은 후 "한물 간 사람들은 지금 잘 나가는 사람들에게 상을 전달할 자격이 없다"고 발언해 빛이 바래게 됐다.
오아시스는 1996년 말부터 1997년 초까지 역사적인 애비 로드 스튜디오(Abbey Road Studios)에서 3집 앨범을 녹음했다. 《Be Here Now》는 1997년 8월에 발매됐는데 전통적으로 월요일에 발매하던 것을 깨고 목요일에 발매된 것이었다. 이에 앞서 차트 1위를 차지한 싱글 〈D'You Know What I Mean?〉 덕분에 이 앨범은 오아시스의 앨범 중 가장 기대되는 작품이었고 언론의 관심도 그만큼 컸다. 그러한 기대감은 BBC1이 앨범 발매 전날 《Right Here, Right Now》라는 다큐멘터리를 방영하면서 절정에 달했다. 그러한 언론의 관심과 과대포장 덕분에 이 앨범은 발매 첫 날 423,000장이 팔려 영국 역사상 가장 빠른 판매고를 올린 앨범으로 기록되었으며, 영국 앨범 차트 2위에 올랐다.
《Be Here Now》의 최종스코어는 전 세계적으로 《Definitely Maybe》보다 많이 팔리긴 했으나 《(What's the Story) Morning Glory?》에 미치지는 못했다. 초기 언론들의 리뷰는 긍정적이었지만, 일단 흥분이 가라앉고 나자 이 앨범이 과대평가 되었다는 비판 및 몇몇 곡들이 지나치게 늘어지는 점과 무거운 사운드, 의욕과잉에 대한 비판이 줄을 이었다. 노엘은 이 앨범에 대해 "코카인에 취한 놈들이 ... 스튜디오에 모여서 ... 아무렇게나 만든 앨범"이라고 평했다.
브릿팝 운동은 끝났고 밴드는 《Be Here Now》에 대한 기대를 충족시키지 못했다. 재앙과도 같았던 《Be Here Now》 투어를 마친 후 언론의 혹독한 비평 속에 그들은 서로를 멀리하며 1998년을 별다른 활동없이 보냈다. 또한 노엘 갤러거는 수많은 곡들을 B 사이드로 잘라버린 점에 대해서도 비판을 들었다. 다행히 1998년 11월 B 사이드 곡 14곡을 모은 컴필레이션 앨범 《The Masterplan》이 발매되면서 그러한 아쉬움을 조금이나마 달랠 수 있었다. 최근 인터뷰에서 노엘은 "한 2~3년간은 내가 쓰기만 하면 뭐든 환상적인 곡들이 나오던 시기가 있었다. 그리고 물론 《Morning Glory》 때 B 사이드로 잘린 싱글들을 모아 《Be Here Now》 앨범을 만들었다면, 아마 우리는 역사상 가장 위대한 밴드 중 하나가 됐을 것이다. 뭐 어쨌든 그렇게는 안 됐다. 그래도 《Be Here Now》를 만들면서 '사상 최대로 과장된, x나 거대한 사운드를 만들자'는 생각이 내 머리 속에 있었기 때문에, 우리가 U2 정도는 될 수도 있었다. 그 땐 가사나 편곡에 대해서는 별로 신경을 안썼다. 그런데 정작 그 시기에 진짜 괜찮은 것들은 B 사이드 곡들이다. 정규 앨범인 《Be Here Now》보다 B 사이드 곡들 중에 훨씬 훌륭한 곡이 많은 것 같다."고 말했다.

### 1999–2000: 《Standing on the Shoulder of Giants》
1999년 초 그들은 4번째 정규 음반 작업을 시작했다. 2월에 마크 "스파이크" 스텐트(Mark "Spike" Stent)가 공동 프로듀서로 참여한다는 소식이 들려왔다. 앨범의 대부분 곡은 1998년 여름 코카인을 끊어 맑은 정신상태였던 노엘 갤러거가 작곡했다. 이 사실은 앨범의 가사에 큰 영향을 끼쳤다. 녹음 작업은 4월 프랑스 남부에서 시작되어 계획대로 순조롭게 진행되는 듯했다. 그러나 실상은 그렇지 않았고 8월 원년멤버였던 폴 "본헤드" 아더스가 탈퇴한다는 발표가 나왔다. 당시에는 그의 탈퇴 이유에 대해 노엘이 "아더스는 가족과 더 많은 시간을 보내고 싶었기 때문에 탈퇴한 것"이라고 언급하며 좋게 받아들여지는 분위기였다. 아더스는 "다른 일에 집중하기 위해서" 떠난다고 밝혔다.". 그러나 후에 노엘은 다른 이유를 들려주었는데, 리엄이 제대로 노래할 수 있도록 녹음 기간에는 "음주 및 마약금지" 명령을 내렸는데, 아더스가 이를 위반해 노엘과의 사이에 갈등이 빚어졌다는 것이다. 오아시스 팬들은 며칠 후 베이시스트 폴 "귁시" 맥기건의 탈퇴 발표 소식을 접하며 더 큰 충격에 빠지게 됐다. 후에 맥기건은 친구의 탈퇴가 본인 스스로도 떠나게 만든 계기가 됐다고 말했다.

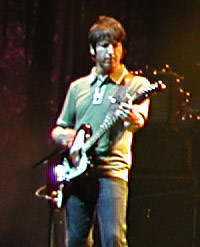
오아시스 콘서트에서 연주하는 겜 아처

셋만 남게 된 오아시스는 앨범 녹음을 계속하기로 결정했고, 노엘 갤러거가 아더스의 기타 부분과 맥기건의 베이스 부분을 대부분 재녹음하였다. 또한 새 멤버 영입을 위한 노력도 계속했는데, Bernard Butler(Suede), Johnny Marr(The Smiths), John Squire(The Stone Roses), David Potts(Monaco), Gary "Mani" Mounfield(The Stone Roses), Steve Cradock(Ocean Colour Scene) 등이 물망에 올랐다는 소문이 돌았다. 먼저 헤비 스테레오(Heavy Stereo)의 멤버였던 겜 아처가 리드/리듬 기타리스트로 확정됐는데, 그의 말에 따르면 아더스의 탈퇴가 공식 발표된 지 불과 며칠 후 노엘 갤러거로부터 의사타진을 받았다고 한다. 밴드에 합류한 후 아처가 처음 맡은 역할은 1999년 11월 5일, 새 앨범에서 첫 싱글로 커트된 〈Go Let It Out〉의 뮤직비디오 촬영이었다. 그 즈음 밴드에 들어와 잠시 연습을 하던 데이빗 포츠는 어차피 금방 잘릴 것 같고 베이스를 치고 싶지도 않았기 때문에 스스로 발을 뺐다. 그들은 라이드(Ride)와 허리케인 넘버원(Hurricane#1)의 기타리스트 겸 작곡가였던 앤디 벨을 새 베이시스트로 영입했고 1주일 후 이를 공식 발표했다. 벨은 그 전까지 한 번도 베이스를 쳐본 적이 없었기 때문에 1999년 12월로 예정된 미국 투어를 준비하면서 오아시스의 곡들로 베이스 연주법을 배워야 했다.
크리에이션 레코드가 해산함에 따라 오아시스는 노엘을 의미하는 빅 브라더 레코딩(Big Brother Recordings)이라는 음반사를 설립하여 오아시스의 모든 음반을 영국과 아일랜드에 직접 출시하게 됐다. 오아시스의 4집 《Standing on the Shoulder of Giants》는 2000년 2월 발매되어 첫 주에 괜찮은 판매실적을 보여줬다. 그러나 평단의 반응은 미적지근했고, 전형적인 그들의 사운드를 다소나마 확실히 탈피한, 보다 실험적이고 사이키델릭한 사운드라는 평을 받았다. 밴드를 둘러싼 여러 변화와 함께 새 앨범 표지ㅡ그래픽으로 처리된 뉴욕 풍경ㅡ에는 겜 아처가 디자인한 새로운 로고가 박혀있고, 최초로 리엄 갤러거가 작곡한 〈Little James〉가 수록되어 있기도 하다. 비록 《Standing on the Shoulder of Giants》가 오아시스 앨범 중 현재까지 전 세계 판매량이 가장 저조한 앨범이긴 하지만, 〈Go Let It Out〉은 영국 차트 1위에 올랐으며 〈Fuckin' in the Bushes〉는 오아시스의 콘서트 오프닝 곡으로 자주 쓰이고 있다.
여전한 형제 간의 불화로 인해 밴드는 두어 달 동안 해체설에 시달렸지만, 노엘은 영국과 아일랜드 공연을 위해 팀에 복귀했는데, 웸블리 스타디움(Wembley Stadium)에서의 두 차례 대규모 콘서트도 포함되어 있었다. 웸블리 스타디움 공연 중 첫째 날 공연이 2000년 말 《Familiar to Millions》라는 라이브 앨범으로 발매되어 좋은 평을 받았다. 그러나 10여개국에서 방송된 둘째 날 공연은 엉망이었다. 분명 술에 취한 상태였던 리엄이 별거 중이었던 부인 팻시 켄짓(Patsy Kensit)과 그의 형 노엘에 대해서 경멸적인 발언을 하는 등 횡설수설했던 것이다. 또한 곳곳에서 음정과 가사를 틀리거나, 아예 노래를 부르지 않은 부분도 있었다. 리엄의 이혼과 비슷한 시기에 노엘과 앨런도 각각 이혼을 하였다. 리엄은 올 세인츠(All Saints)의 멤버였던 니콜 애플튼(Nicole Appleton)과 사귀기 시작했고 그녀는 곧 아들 진(Gene)을 임신하게 됐다. 노엘은 사라 맥도날드(Sara MacDonald)와 만나기 시작하여 2002년 잠깐 헤어졌던 시기를 빼면 지금까지 관계를 유지해오고 있다.

### 2001–2003: 《Heathen Chemistry》
2001년 한 해 동안 오아시스는 5집 앨범 작업과 월드 투어에 매진했다. 1월에는 남미에서 세 개의 축제에 참가한 후 영국으로 돌아와 스튜디오 작업을 했다. 5월에는 한달 내내 북미 지역에서 The Black Crowes, Spacehog과 함께 Tour of Brotherly Love 투어를 가졌다. 이 투어에서는 앨런 화이트가 엄지손가락 부상을 당해 그의 형 스티브가 대신 연주를 했다. 공연의 피날레는 노엘과 겜이 The Black Crowes와 합동으로 록의 명곡들을 연주하며 마무리되었다. 6월에는 파리에서 닐 영의 콘서트를 도와주었고, 7월에는 일본 후지 록 페스티벌 및 태국 방콕의 페스티벌 쇼에 참가하기도 했다. 두어 달 동안 녹음 작업을 한 후, 10월에는 런던, 맨체스터, 글래스고에서 6회 공연을 가졌는데 전회 매진을 기록했다. "'Ten Years of Noise and Confusion"이라고 이름지어진 이 공연은 밴드의 10년 간의 라이브 활동을 기념하는 공연이었다.

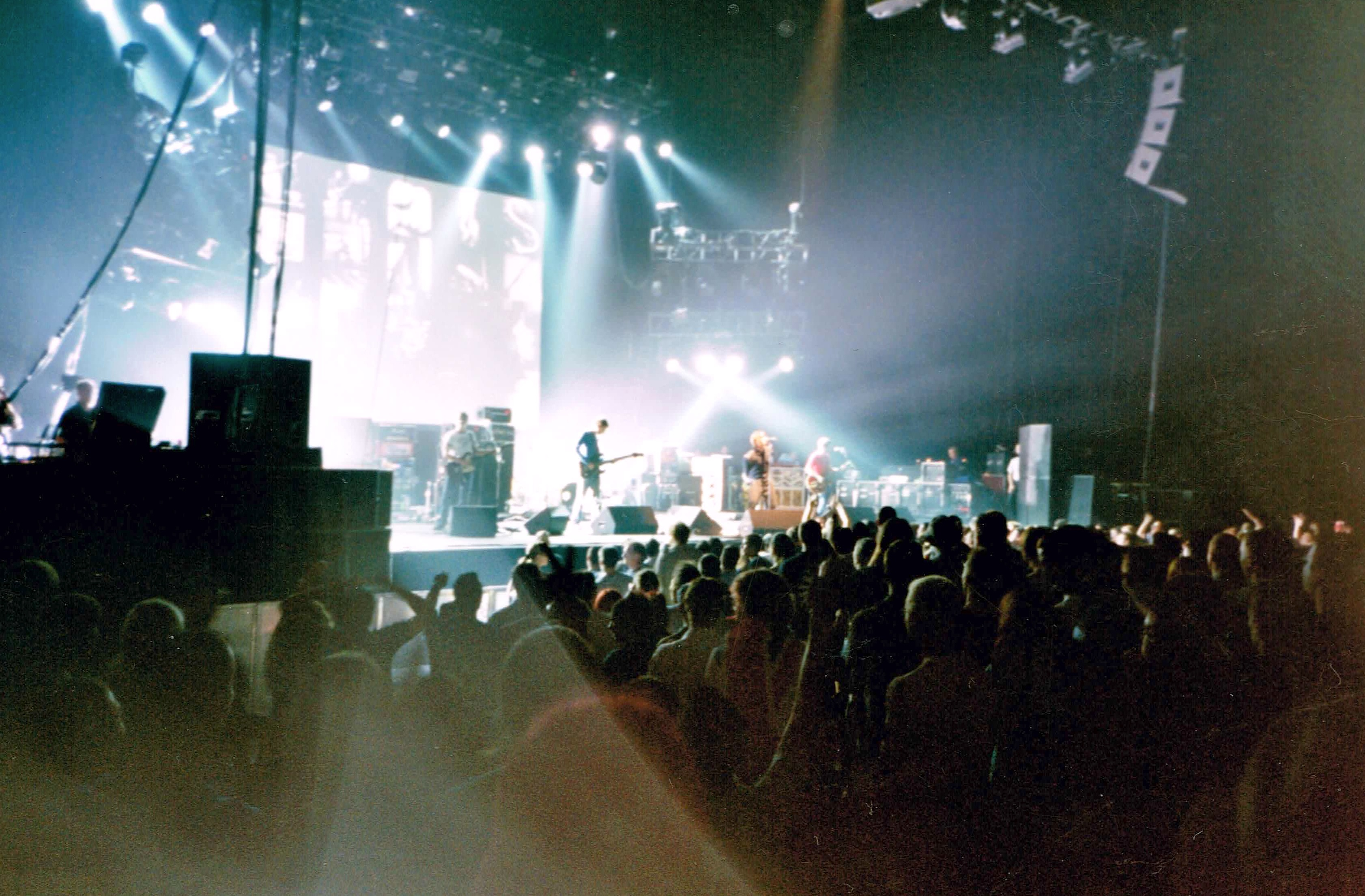
2002년 캐나다 몬트리올에서 공연 중인 오아시스

오아시스가 앤디 벨, 겜 아처와 함께 작업한 첫 앨범인 《Heathen Chemistry》는 2002년 7월 발매되었다. 이 음반은 밴드의 예전 앨범들에서부터 시도되던 사운드적 실험을 혼합했으며, 60-70년대 영국 록 분위기의 사운드를 들려주었다. 작곡가로서의 능력이 일취월장한 리엄은 히트곡 〈Songbird〉를 작곡했다. 또한 《Heathen Chemistry》에서는 앨런 화이트를 제외한 모든 멤버가 작곡에 참여함으로써 밴드 전체가 녹음 과정에 고른 역할을 담당하게 됐다. 이러한 새로운 방식을 통해 이 앨범은 전작들에 비해 보다 편안한 느낌을 전달해 주고 있다. (물론 녹음실에서 술과 마약, 싸움을 자제한 것도 큰 도움이 됐을 것이다) Johnny Marr가 몇 곡에서 기타 및 백업보컬로 참여했다. 《Heathen Chemistry》에 대한 비평가들의 평은 미온적이었지만, 앨범은 상업적으로 성공을 거두었다.
5집이 발매된 후 밴드는 성공적인 월드 투어를 펼쳤으나 역시 약간의 사고들이 뒤따랐다. 미국 투어의 시작이었던 플로리다주 폼파노 비치 공연에서 세 번째 곡을 부르던 중 목소리가 완전히 가버린 리엄이 무대를 내려가버리고, 무대에서는 잠시 혼란이 있었지만 노엘이 《The Masterplan》의 곡들을 주로 부르며 공연을 무사히 마칠 수 있었다. 의도치 않은 사고였지만 팬들에게는 기억에 남는 공연으로 남게 됐다. 2002년 여름 미국 투어 중 인디애나주 인디애나폴리스에서 노엘, 벨 그리고 객원 키보디스트 제이 달링튼(Jay Darlington)이 차 사고를 당하는 일도 있었다. 다행히 모두들 큰 부상을 당하지는 않았지만 몇몇 공연이 취소될 수밖에 없었다. 일본 후쿠오카 공연에서는 리엄이 별다른 이유없이 무대에서 퇴장해버려서 또다시 노엘이 보컬을 맡아야 했다. 이것은 리엄이 3년 전 후쿠오카에서 공연 도중 퇴장한 이후로 두 번째였다.
2002년 12월 리엄 갤러거, 앨런 화이트 및 밴드 스탭 3명이 뮌헨의 나이트클럽에서 폭력사건에 휘말리면서 유럽 투어 중 독일 공연 일정이 연기된 사건이 있었다. 오아시스 쪽 전원이 구속되어 소속사에서 17만 파운드의 보석금을 납입한 후에야 풀려날 수 있었다. 경찰 발표에 따르면 당시 그들은 만취한 상태였으며, 검사 결과 리엄은 코카인도 투약한 상태였다고 한다. 2년 후 이 사건으로 리엄은 3만5천 파운드의 벌금을 부과받았는데, 일부 금액은 리엄으로부터 사타구니를 심하게 걷어차인 경찰관의 치료비로 지급되었다. 한편 리엄은 앞니 두 개가 부러졌고 화이트는 머리에 약한 부상을 입어 뇌 스캔을 받았다.
그들은 영국 축구 아레나들에서의 공연으로 한 해를 마감했다. 2003년은 《Heathen Chemistry》의 네 번째 싱글 〈Songbird〉를 발매하면서 시작했다. 이 곡은 오아시스의 싱글 중 노엘 갤러거가 작곡하지 않은 첫 번째 싱글이었으며, 그 해 2월 영국 차트 3위에 올랐다. 그들은 3월에 더블린에서 두 번의 공연을 가진 후, 연기되었던 네 차례의 독일 공연을 마무리함으로써 《Heathen Chemistry》 투어를 마치게 되었다.

### 2004–2006: 《Don't Believe the Truth》
오아시스는 2003년 12월말 콘월의 쏘밀즈 스튜디오(Sawmills Studios)에서 프로듀싱 그룹인 데쓰 인 베가스(Death in Vegas)와 함께 6집 녹음을 시작했다. 이 앨범은 원래 《Definitely Maybe》 발매 10주년이 되는 2004년 9월에 발매될 예정이었다. 그러나 그 때까지 밴드의 거의 모든 곡에서 드럼을 맡았던 앨런 화이트가 2004년 1월 초 탈퇴를 하고 말았다. 당시 그의 형 스티브 화이트는 자신의 홈페이지에서, 앨런이 밴드 생활을 더 이상 하고 싶어하지 않으며 여자친구와 함께 지내고 싶어한다고 밝혔다. 이후 노엘 역시 인터뷰에서 자신은 앨런에게 아무런 나쁜 감정이 없으며, 단지 앨런이 사생활 때문에 오아시스에 전념하기 힘들었던 것이라고 말했다.
테렌스 커크브라이드(Terence Kirkbride)가 임시로 드럼 세션을 맡아 녹음이 진행됐는데, 그가 녹음한 곡은 〈Mucky Fingers〉 한 곡 뿐이었고, 더 후(The Who)의 드러머이자 비틀즈 링고 스타의 아들이기도 한 잭 스타키가 녹음에 참가했다. 또한 그는 이후 밴드의 모든 뮤직비디오에 출연했고 월드 투어에도 다 참가했다. 그럼에도 불구하고 그는 아직까지 오아시스의 정식 멤버가 아니기 때문에 앨범 표지에도 안나오고, 인터뷰나 사진촬영 같은 홍보활동에도 참가하지 않고 있다. 결국 오아시스는 결성 이후 최초로 (공식적으로는) 4인조로 활동하게 되었다. 오아시스는 2006년 4월, 투어를 마친 후 스타키에게 정식 멤버로 들어올 것을 제의했다.
2004년 6월, 오아시스와 잭 스타키는 1995년에 이어 두 번째로 글래스톤베리 페스티벌의 헤드라이너로 참가하게 됐고, 히트곡으로 짜여진 세트 리스트에 겜의 〈A Bell Will Ring〉과 리엄의 〈The Meaning of Soul〉을 추가로 들려주었다. 이 공연은 그들의 저력을 보여줬다는 평과 형제간의 다툼 문제도 있고 성의없는 무대였다는 엇갈린 평을 받았다.
2004년 9월, 그들은 데뷔 앨범 발매 10주년을 기념하여 《Definitely Maybe: The DVD》를 출시했다. 이 DVD에는 고음질 버전의 1집 수록곡들과 4시간 분량의 라이브 공연 뒷이야기들, 밴드 멤버 및 함께 작업했던 사람들의 인터뷰가 수록되어 있다.
여러 가지 난항을 겪은 후 마침내 그 해 10월부터 12월까지 로스앤젤레스의 캐피틀 스튜디오에서 밴드의 6집이 녹음되었다. 10년 이상 밴드의 리더로서 프로듀서 역할도 맡고 있던 노엘이 한 발 물러서고, 데이브 사르디(Dave Sardy)가 메인 프로듀싱을 담당했다. 3년간 여러 번에 걸친 녹음 끝에 2005년 5월 오아시스는 6번째 정규 음반 《Don't Believe the Truth》를 발표했고, 이 앨범으로 소니 BMG와의 계약이 만료됐다. 이번에도 전작인 《Heathen Chemistry》와 마찬가지로 노엘이 작곡을 전담하지 않고 멤버들이 공동작업을 하는 방식을 따랐다. 또한 이 앨범은 거의 10년간 드럼을 맡았던 앨런 화이트 대신 잭 스타키가 드럼을 맡은 첫 앨범이기도 했다. 이 음반은 팬들 및 비평가들로부터 공히 2집 《(What's the Story) Morning Glory?》 이후 가장 뛰어난 작품이란 찬사를 받았다. 〈Lyla〉와 〈The Importance of Being Idle〉이 각각 영국 싱글 차트 1위에(오아시스의 7번째, 8번째 차트 1위곡임), 〈Let There Be Love〉는 2위에 오르며 큰 히트를 쳤다. 오아시스는 Q Awards에서 특별인기상(a special People's Choice Award) 및 베스트앨범상을 받게 됐다. 물론 이전 5개의 앨범과 마찬가지로 《Don't Believe the Truth》 역시 영국 앨범 차트 1위를 차지했다. 이 앨범의 큰 성공으로 오아시스는 자신들의 전성기로부터 10년이 지난 후에도 여전히 훌륭한 음악을 만들어 팬들을 흡입할 수 있음을 증명해냈다.

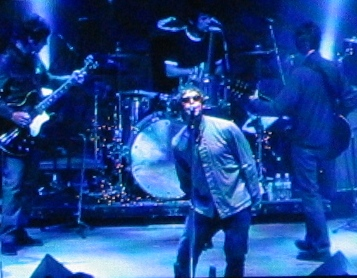
2005년 9월 캘리포니아주 마운틴뷰 쇼라인 앰피씨어터에서 공연하는 오아시스

2005년 5월, 그들은 엄청난 대규모 월드 투어를 시작했다. 2005년 5월 10일 런던 아스토리아 극장을 시작으로 2006년 3월 31일 매진을 기록한 멕시코 시티 공연까지 이어진 이 투어는, 1994년-1995년의 《Definitely Maybe》투어 이후로 가장 대규모 투어였는데, 26개국 110회의 공연에서 170만명의 관객이 그들의 공연을 관람했다. 또한 별다른 불상사 없이 끝났으며, 최근 10년간 오아시스의 투어 중 가장 성공적이라고 평가받고 있다. 투어 스케줄에는 뉴욕 시 메디슨 스퀘어 가든 공연과 LA 헐리웃 보울 공연이 포함되어 있었는데, 그들의 우상인 존 레논이 그 두 장소를 두고 밴드가 미국 투어를 왔다면 반드시 공연해야할 장소라고 언급한 적이 있는만큼, 갤러거 형제에게는 매우 특별한 장소였다.
2006년 2월 21일 오아시스는 올림픽공원 올림픽홀에서 첫 내한공연을 가졌다. 결성 이후 첫 내한공연이었던 만큼 예매 3주 만에 5500여 석이 매진되어, 기획사 측에서 특별히 100석을 추가 판매하기도 했다. (형제들간의 싸움이나 욕설을 이벤트라고 보지 않는다면) 오아시스는 그들의 공연이 늘 그렇듯 특별한 이벤트나 멘트 없이 19곡을 연주하며 음악 자체에 충실한 공연을 보여주었고, 관객들은 뜨거운 호응으로 화답했다. 이후 오아시스는 싱가포르 언론과의 인터뷰에서 한국 공연이 "우리가 가졌던 최고의 공연들 가운데 하나였다"고 말함으로써 한국 공연이 만족스러웠음을 표시했다.
한편 2005년에 오아시스는 노엘 갤러거가 작곡하고 직접 부른 〈Who Put the Weight of the World on My Shoulders〉라는 곡으로 영화 《골!(Goal!)》의 OST에 참여하기도 했다. 이 OST에는 노엘이 부르고 UNKLE이 프로듀스하여 재작업한 〈Cast No Shadow〉와 데이브 사르디가 리믹스한 〈Morning Glory〉도 수록되어 있다.
2006년 오아시스는 《Stop the Clocks》라는 이름의 두 장짜리 베스트 앨범을 발표했다. 그들은 베스트 앨범 내는 것을 별로 탐탁지 않아했지만, 소니뮤직과의 계약이 만료됨에 따라 어쩔 수 없는 결정이었다는 후문이다. 2006년 11월에는 05/06년 월드 투어를 기록한 〈Lord Don't Slow Me Down〉이라는 제목의 록 다큐멘터리가 발표됐다. 같은 달 노엘과 겜이 드러머 테렌스 커크브라이드와 함께 《Stop the Clocks》를 홍보하기 위한 짧은 투어를 시작하여 전 세계 여러 나라에서 10여 차례 공연을 펼쳤다.

### 2007–2009: 《Dig Out Your Soul》
2007년 2월 14일, 오아시스는 브릿 어워드에서 공로상을 수상했으며, 수상 무대에서 잭 스타키와 함께 〈Cigarettes & Alcohol〉, 〈The Meaning of Soul〉, 〈Morning Glory〉, 〈Don't Look Back in Anger〉, 〈Rock 'n' Roll Star〉등의 곡을 연주했다.
노엘의 인터뷰를 통해 7집에 대한 힌트를 얻을 수 있는데, 음악 잡지 《NME》 2007년 4월호에서 그는 "7집 앨범의 작곡은 벌써 끝났다고 보면 된다. 내가 8곡을 썼는데 꽤나 맘에 든다. 리엄이 쓴 곡 중에 지가 훌륭하다고 생각하는 곡도 한두 곡 있다. 겜과 앤디의 곡을 기다리고 있는 중이다. 모여앉아서 '우리 녹음 언제 하지?' 이것만 결정하면 되는 문제다"라고 말했다. 또한 2007년 5월 19일, 영국 스카이 스포츠 채널의 축구쇼인 〈Soccer AM〉에 출연하여 "최근에 정말 뛰어난 곡을 몇 개 썼다"고도 이야기했다. 그러나 잭 스타키가 2007년 7월까지 더 후 투어에 참가하고 있기 때문에, 새 앨범 녹음은 아무리 빨라도 2007년 8월 이전에는 시작하지 못할 것으로 보인다. 한편 《NME》4월호에는 노엘이 솔로 앨범을 준비하고 있다는 내용이 포함되어 있었으나, 며칠 후 밴드의 공식 홈페이지에서는 이를 정면으로 부인했고, 노엘 역시 〈Soccer AM〉에 출연했을 때, "리엄을 긴장시키기 위해(in order to wind up Liam)" 그런 말들을 즐겨한다고 털어놓음으로써 솔로 활동설을 부인했다. 여름 투어설, 노엘과 겜이 글래스톤베리 페스터벌에 참가한다는 설, 밴드 전체가 라이브 어쓰(Live Earth)에 참가한다는 설은 모두 사실이 아닌 것으로 밝혀졌고, 2007년 여름은 새 앨범을 위한 곡을 쓰고 데모 작업을 하며 조용히 보낼 계획이다. 또한 2005년에 있었던 시티 오브 맨체스터 공연이 DVD로 발매될 예정이며
, 2007년 말 발매예정인 록 다큐멘터리 〈Lord Don't Slow Me Down〉은 정식 발매에 앞서 6월 24일, 글래스톤베리 페스티벌에서 미리 상영될 계획이다.

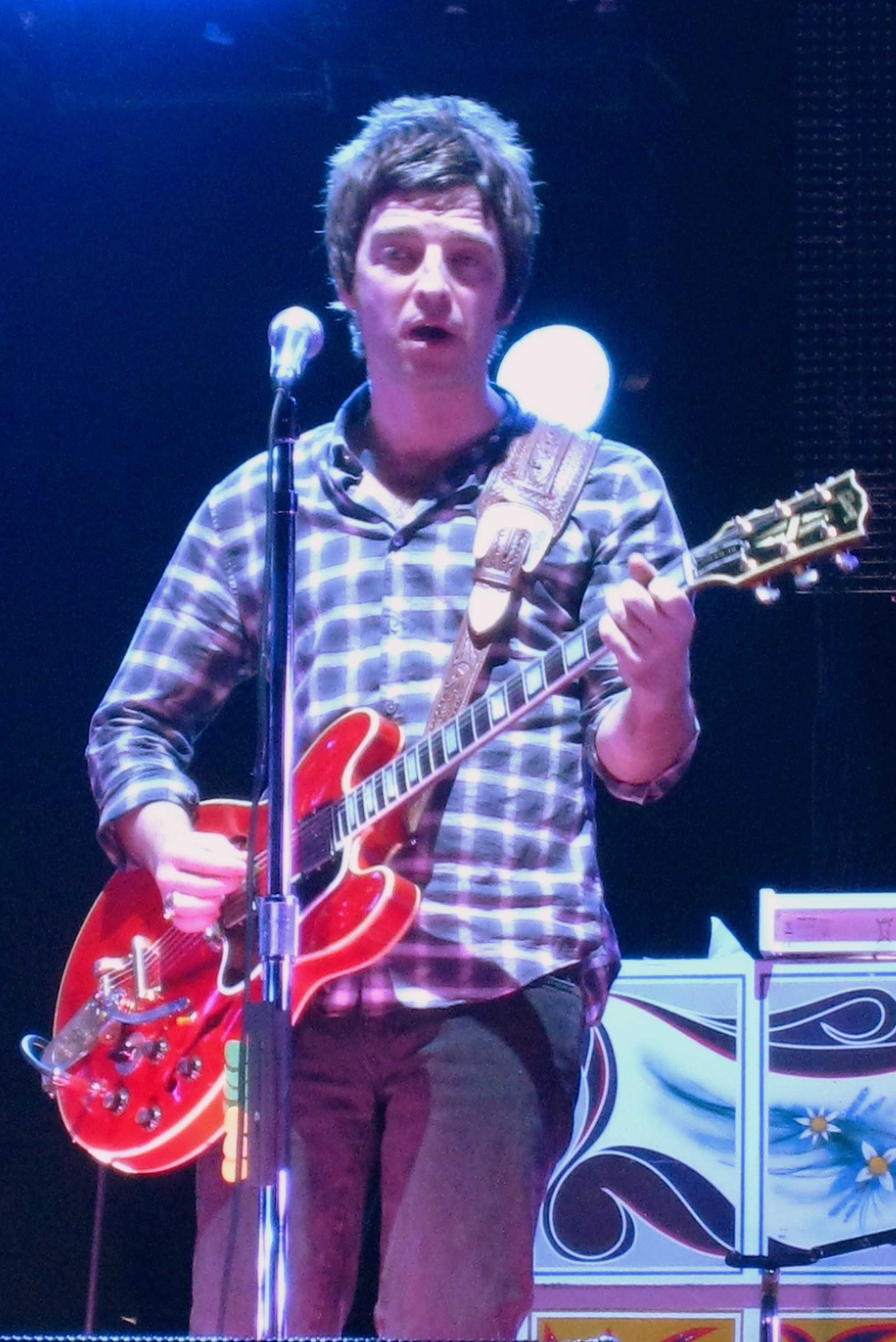
2008년 벨 센터에서 공연하는 노엘 갤러거

2008년 5월, 잭 스타키는 밴드의 일곱 번째 스튜디오 앨범을 녹음하고 밴드를 떠났다. 전(前) 로비 윌리엄스의 드러머인 크리스 샤록이 오아시스의 투어에서 잭을 대신하게 되었다. 크리스 역시 잭처럼 밴드의 공식적인 멤버가 아니며, 오아시스는 네 명의 멤버로만 구성되어 있다. 2008년 6월, 밴드는 Sony BMG와 세 장의 앨범을 더 내기로 재계약하였다. 오아시스는 2007년 7월과 9월 사이의 두어 달 동안 새로운 두 곡을 완성하고 다른 곡들의 데모를 녹음하였다. 그들은 두 달 간 휴식을 취했는데, 노엘의 아들이 태어났기 때문이었다. 밴드는 2007년 11월 5일 스튜디오로 다시 들어가 2008년 3월 즈음에 녹음을 끝냈다.
새 앨범의 프로듀서는 2005년 전작 《Don't Believe the Truth》와 동일하게 데이브 사르디(Dave Sardy)가 맡았으며 전설적인 에비로드 스튜디오에서 녹음 후 L.A.에서 믹싱 작업을 거쳤다. 4명의 멤버가 모두 작곡에 참여했다. 노엘 갤러거가 6곡, 리엄 갤러거가 3곡, 겜 아처가 1곡, 앤디 벨이 1곡씩 작곡했다. 첫 번째 싱글은 노엘 갤러거가 쓴 〈The Shock of the Lightning〉으로 2008년 9월 29일 싱글컷되었다. 오아시스의 일곱 번째 정규 앨범인 《Dig Out Your Soul》은 10월 6일 발매되었으며, UK차트 1위, 빌보드 200에서 5위를 차지했다.
오아시스는 7집 《Dig Out Your Soul》 발매 2달전인 2008년 8월 26일부터 U.S.A(Seattle)-WaMu Theater를 시작으로 마지막 공연인 2009년 8월 22일 U.K(Staffordshire) V Festival까지 13개월간 26개국(영국, 미국, 한국, 일본, 남아공, 독일, 아르헨티나 등) 115회의 공연을 성황리에 마쳤다. 특히 투어 막바지 영국에서의 Wembley Stadium(3회), Heaton Park(3회), Stadium Of Light, Millennium Stadium, Murrayfield, Ricoh Arena, Slane Castle 공연에선 전석 매진과 함께 80만 명의 관객을 동원한 역대 영국 밴드 중 가장 성공적인 투어를 성공시켰다. 또한, 영국 맨체스터 출신 밴드 오아시스는 1일 오후 8시 30분 올림픽공원 체조경기장에서 약 10,000명 이상의 관객을 동원시키며 자신들의 두 번째 내한공연을 열었다. 3년 전에 이어 두 번째로 한국 팬들과 만난 이들은 두 시간 가까이 최신 앨범 수록곡을 포함한 21곡의 히트곡을 연주하며 성공리에 공연을 마쳤다. 일본 공연 당시 세트리스트와 거의 똑같은 순서와 구성으로 진행된 이번 공연은 오아시스의 일본 최고 인기곡 '왓에버(Whatever Noel's Acoustic Version)'가 빠진 대신 한국만을 위한 특별한 곡이라며 '리브 포레버(LiveForever Noel's Acoustic Version)'가 새롭게 포함된 것이 특징이다. 3개월 뒤 오아시스는 3번째 내한공연을 지산밸리락페스티벌을 통해서 가졌다. 7월26일 오후 9시 30분 경기도 이천의 지산리조트에서 약 20,000여 락팬들을 브릿락의 세계로 빠져들게 했다.

### 2009–2024: 해체와 여파

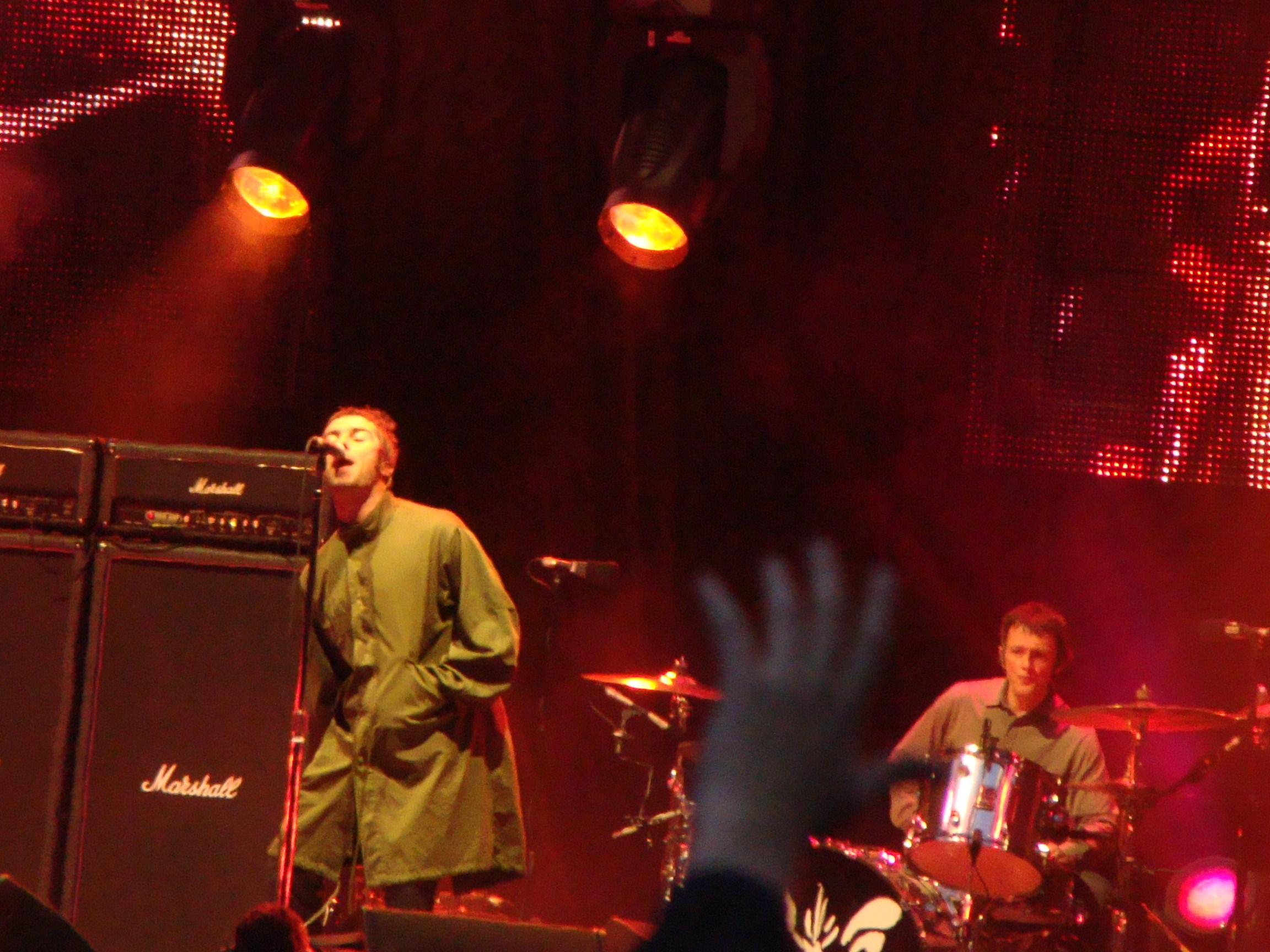
오아시스의 마지막 콘서트 중 하나인 2009년 6월 스타디움 오브 라이트 내부의 선더랜드 공연에서의 리엄 갤러거(좌)와 크리스 샤록(우)

2009년 8월 29일, 노엘은 오아시스에서 탈퇴를 선언하였고, 이것은 팬들에게 큰 경악을 가져다 주었다. 그리고 2009년 10월 8일 리엄 갤러거가 "오아시스는 끝났다. 더 이상 계속되지 않을 것이다"라는 말로, 이로써 오아시스가 완전히 해체되었음을 선언했다.
2009년 11월 19일, 리엄 갤러거는 새 앨범을 겜 아처, 앤디 벨(현재는 베이시스트가 아닌 기타리스트로서), 크리스 샤록과 아직 이름이 밝혀지지 않은 새로운 베이시스트와 함께 새로운 곡들을 녹음하고 있다고 밝혔으며, 2010년 7월 안에 앨범이 나올 가능성이 있다고 밝혔다. 리엄은 또한 라이브 키보디스트인 제이 달링턴 역시 밴드에 정식으로 가입할 것이라고 말하였다.
2009년 12월 1일, 리엄은 새 앨범이 오아시스라는 이름 아래 발매될 지 아직 모른다고 선언하면서, "만약 우리가 그 때까지 다른 이름을 생각해내지 못한다면 우리는 기꺼이 그 앨범을 여전히 오아시스라는 이름으로 낼 수 있다"고 말하였다. 리엄은 그의 앞날에 대한 전망을 더 멀리 내다보며, "사람들은 여전히 말하겠지 '그건 여전히 오아시스야, 근데 노엘이 없다면 그건 오아시스가 아니야' - 인생은 사람들이 뭐라 생각하는지 일일이 신경쓰기엔 너무 짧아. 우린 무슨 일이 일어나는지 볼 거야, 우린 그 시점에 음악에만 집중하고 있을거야."
2009년 12월 3일, 맨체스터 이브닝 뉴스가 밴드의 현재 상태에 대해 물었을 때, 리엄 갤러거는 "지금, (여전히) 오아시스야."라고 말하였다. 2010년 5월 26일 리엄 갤러거는 지난 오아시스 멤버인 리엄 갤러거(보컬)와 겜 아처(기타리스트), 앤디 벨(베이시스트), 크리스 샤록(드러머)의 구성을 발표하였으며, 스티븐 릴리화이트와 함께 스튜디오에서 "비디 아이"라는 그들만의 세계를 구성 중이라고 발표했다. 오아시스 사이트에는 노엘 갤러거를 뺀 4명의 멤버 사진도 실었다.
최근 칸 국제영화제에서 리엄 갤러거는 자신이 직접 제작하는 전설적인 4인조 그룹 비틀스에 관한 영화의 사운드트랙 전부를 새 밴드가 녹음할 예정이라고 소개했다. 앞서 리엄 갤러거는 오는 10월께 새 밴드의 첫 음반을 발매할 계획이라고 밝힌 바 있다. 리엄 갤러거는 "오아시스의 해체는 잘한 결정이였다. 자유로워진 것을 느낀다."고 밝혔다.

### 2024 - 재결합
2024년 8월 27일 다시 재결합을 했다. 2025년 영국을 시작으로 ‘오아시스 라이브 25’ 투어 콘서트를 열 예정이다.

## 음반 목록

### 정규 음반
- 《Definitely Maybe》 (1994년)
- 《(What's the Story) Morning Glory?》 (1995년)
- 《Be Here Now》 (1997년)
- 《Standing on the Shoulder of Giants》 (2000년)
- 《Heathen Chemistry》 (2002년)
- 《Don't Believe the Truth》 (2005년)
- 《Dig Out Your Soul》(2008년)

### 라이브/DVD 음반
- 《Live By The Sea》 (1995년)
- 《There and Then》 (1995년/1996년)
- 《Familiar to Millions》 (2000년)
- 《Lord Don’t Slow Me Down-Live in Manchester Stadium》 (2005년)
- 《Knebworth 1996》 (2021년)

### 베스트 음반
- 《Stop the Clocks》 (2007년)
- 《Time Flies... 1994–2009》 (2010년)

### 컴필레이션 음반
- 《The Masterplan》 (1998년)

## 구성원

### 현재 멤버
- 리암 갤러거 (1991년-현재) - 리드 보컬, 탬버린, 작사·작곡
- 노엘 갤러거 - 리드·리듬 기타, 보컬, 작사·작곡

### 이전 멤버
- 겜 아처 (1999년-현재) - 리드·리듬 기타, 키보드, 하모니카, 작사·작곡
- 앤디 벨 (1999년-현재) - 베이스 기타, 키보드, 작사·작곡
- 크리스 샤록 (2008년-현재) - 드럼, 타악기
- 제이 달링턴 (2009년-현재) - 키보드
- 폴 "본헤드" 아더스 - 리듬 기타
- 폴 "귁시" 맥기건 - 베이스
- 토니 맥캐롤 - 드럼, 타악기
- 앨런 화이트 - 드럼, 타악기
- 잭 스타키 - 드럼, 타악기

## 수상 내역

### 브릿 어워즈(수상)
- 1995년 - 영국 최고 신인 (Best British Newcomer)
- 1996년 - 영국 최고 그룹 (Best British Group)
- 1996년 - 영국 최고 앨범 "(What's the Story) Morning Glory?" (Best British Album)
- 1996년 - 영국 최고 뮤직비디오 "Wonderwall" (Best British Video)
- 2007년 - 공로상 (Outstanding Contribution to Music)
- 2010년 - 지난 30년간 최고의 앨범상 "(What's the Story) Morning Glory?" (BRITs Album of 30 Years by BBC Radio2 Listeners)

### 브릿 어워즈(후보)
- 1998년 - 영국 최고 그룹(Best British Group)
- 1998년 - 영국 최고 음반 "Be Here Now" (Best British Album)
- 1998년 - 영국 최고 뮤직비디오 "D'You Know What I Mean?" (Best British Video)
- 2003년 - 영국 최고 그룹 (Best British Group)
- 2006년 - 영국 최고의 락 (Best British Rock Act)
- 2006년 - 영국 최고의 라이브 (Best British Live Act)

### MTV 유럽 어워즈(수상)
- 1994년 - 영국 최고 뮤지션 (Best UK Act)
- 1996년 - 최고의 노래 "Wonderwall" (Best Song)
- 1996년 - 최고의 그룹 (Best Group)
- 1997년 - 최고의 락 (Best Rock)

### NME 어워즈(수상)
- 1995년 - 올해의 싱글 "Live Forever" (Single of the Year)
- 1995년 - 올해의 앨범 "Definitely Maybe" (Album of the Year)
- 1995년 - 최고 신인 밴드 (Best New Band)
- 1996년 - 최고의 싱글 "Wonderwall" (Best Single)
- 1996년 - 최고의 앨범 "(What's the Story) Morning Glory?" (Best Album)
- 1996년 - 최고의 라이브 밴드 (Best Live Band)
- 1996년 - 최고의 밴드 (Best Band)
- 1997년 - 최고의 음악적 사건 "Knebworth" (Best Musical Event)
- 1997년 - 올해의 밴드 (Band of the Year)
- 2003년 - 영국 최고 그룹 (Best UK Band)
- 2003년 - 올해의 아티스트 (Artist of the Year)
- 2005년 - 최고의 음악 DVD "Definitely Maybe" (Best Music DVD)
- 2006년 - 최고의 뮤직비디오 "The Importance of Being Idle" (Best Video)
- 2009년 - 영국 최고 그룹 (Best British Band)
- 2009년 - 최고의 밴드 블로그 (Best Band Blog)
- 이외 17회이상 후보에 오름

### Q 어워즈 (수상)
- 1994년 - 최고의 신인 (Best New Act)
- 1995년 - 최고의 라이브 (Best Live Act)
- 1996년 - 세계 최고의 활동 (Best Act in the World Today)
- 1997년 - 세계 최고의 활동 (Best Act in the World Today)
- 2000년 - 최고의 라이브 (Best Live Act)
- 2005년 - 최고의 앨범 "Don't Believe the Truth" (Best Album)
- 2005년 - 인기상 (People's Choice Award)
- 2006년 - 세계 최고의 활동 (Best Act in the World Today)
- 2006년 - 최고의 작곡가 "Noel Gallagher" (Classic Songwriter Award)
- 이외 10회이상 후보에 오름

### 그래미 어워즈(후보)
- 1997년 - 최고의 락 보컬 그룹뮤지션부분 "Wonderwall" (Best Rock Vocal Performance by a Duo or Group)
- 1997년 - 최고의 락 노래 "Wonderwall" (Best Rock Song)
- 1999년 - 최고의 뮤직비디오 "All Around the World" (Best Music Video, Short-Form)